# Broer (novelle)
Broer is een novelle van Esther Gerritsen en het boekenweekgeschenk van 2016. Het boek kwam uit op 12 maart 2016, de eerste dag van de Boekenweek. Het thema van de Boekenweek was Duitsland, met als motto: Was ich noch zu sagen hätte... Het boek heeft volgens Gerritsen 'het gebrek aan zelfkennis' en de 'onderschatting van de verbondenheid met de familie' als onderwerp.
In de kaft van het boek zit een film verborgen waarin Esther Gerritsen voorleest, die men kan bekijken met een smartphone of tabletcomputer. Op zondag 20 maart 2016 kon men gratis reizen met de trein met het boekenweekgeschenk. Op de kaft is een QR-code beschikbaar om in te checken bij de NS.

## Samenvatting
Olivia Landman werkt als financieel directeur voor een luxe winkel in servies die slecht draaide, maar langzaam beter begint te lopen. Ze wordt gebeld door haar vijf jaar oudere broer Marcus, vanuit een ziekenhuis waar zijn been mogelijk wordt afgezet. Hier raakt Olivia, geheel tegen haar karakter in, zo van slag van dat ze uit een aandeelhoudersvergadering loopt en haar broer opzoekt in het ziekenhuis. Zijn been blijkt daadwerkelijk afgezet en tijdens de revalidatie kan Marcus bij haar, haar man en haar twee zoons inwonen. Hier krijgt hij al snel een grote invloed op Olivia, haar gezin en haar werk. Haar man Gerard blijkt overspannen en blijft een tijd thuis. Haar zoons Tom en Julius blijken zich opener te gedragen dan zij hen kende. Ook op het werk, wat een familiebedrijf is, wordt veel aandacht gegeven aan haar broer en zijn problemen. Door alle veranderingen blijkt Olivia zichzelf slecht te kennen en zijn de verhoudingen niet zoals in eerste instantie leken.

## Bespreking
Het boek wordt geroemd om zijn sterke dialogen, die als typisch voor de schrijfster Esther Gerritsen worden gezien. Het verhaal van het boek wordt in de recensie in de Volkskrant als schematisch omschreven met 'weinig om het lijf'. In het NRC Handelsblad is men positiever en benadrukt de psychologische kant van de novelle. Ook benadrukt men sterk de metafoor van het geamputeerde been en wordt dit binnen een bredere context van amputatieromans geplaatst. In zowel het NRC als De Groene Amsterdammer wordt de nadruk op de tegenstellingen tussen Olivia en haar familie gelegd. Hierbij blijken de verhoudingen anders te liggen dan het in het begin lijkt.